# 热利科·巴比奇
热利科·巴比奇（1972年5月19日—），克罗地亚手球运动员、教练。他曾带领克罗地亚国家队参加2016年夏季奥林匹克运动会，结果队伍获得第五名。